# Victor Ernest Shelford
Victor Ernest Shelford (phát âm tiếng Anh: /ˈvɪktər ˈɜːnɪst ʃɛlfɔːd/) là nhà động vật học và nhà sinh thái học người Mỹ đã góp phần xây dựng sinh thái học thành một lĩnh vực nghiên cứu riêng biệt trong sinh học.  Ngoài ra, ông còn được nhắc đến do là vị chủ tịch đầu tiên của Hiệp hội sinh thái Hoa Kỳ (năm 1915), góp phần thành lập Hội Bảo tồn thiên nhiên (khoảng những năm 1940) và có các nghiên cứu sớm về ý nghĩa sinh thái của Volo Bog (Volo Bog State Natural Area) ở Bắc Illinois.

## Tiểu sử
Shelord sinh ngày 22 tháng 9 năm 1877, ở Chemung thuộc New York, là con trai đầu của ông Alexander Hamilton Shelford và bà Sarah Ellen Rumsey Shelford.
Shelord đã từng là một giáo viên dạy tại các trường công lập ở quận Chemung, New York vào năm 1894. Sau đó mới học trường đào tạo Cortland trong hai năm và lấy chứng chỉ giảng dạy, rồi trở lại giảng dạy tiếp tại các trường công lập từ năm 1897 đến 1899.
Đến năm 1899, Shelord học tại trường Đại học Tây Virginia, ở đó Shelord chịu ảnh hưởng tốt của người chú là William E. Rumsey, nguyên trợ lý nghiên cứu côn trùng học Quốc gia.
Năm 1901, Giám đốc trường Đại học West Virginia là Jerome H. Raymond đã tạo điều kiện cho Shelord hưởng học bổng tại Đại học Chicago, đảm nhiệm vai trò cộng tác viên và người hướng dẫn động vật học từ năm 1903 đến năm 1914. Phần lớn công việc ban đầu này của ông chịu ảnh hưởng rất lớn của Henry C. Cowles.
Luận án tiến sĩ của Shelord đã viết về "Bọ hổ lửa", trong đó mô tả mối quan hệ giữa quần thể bọ cánh cứng này với diễn thế thực vật vốn là một chủ đề khoa học mà H.C. Cowles rất quan tâm. Ông nhận bằng tiến sĩ tại Đại học Chicago vào ngày 11 tháng 6 năm 1907. Ngay hôm sau, ông cưới Mary Mabel Brown, và ông bà có hai người con.

## Cống hiến chính

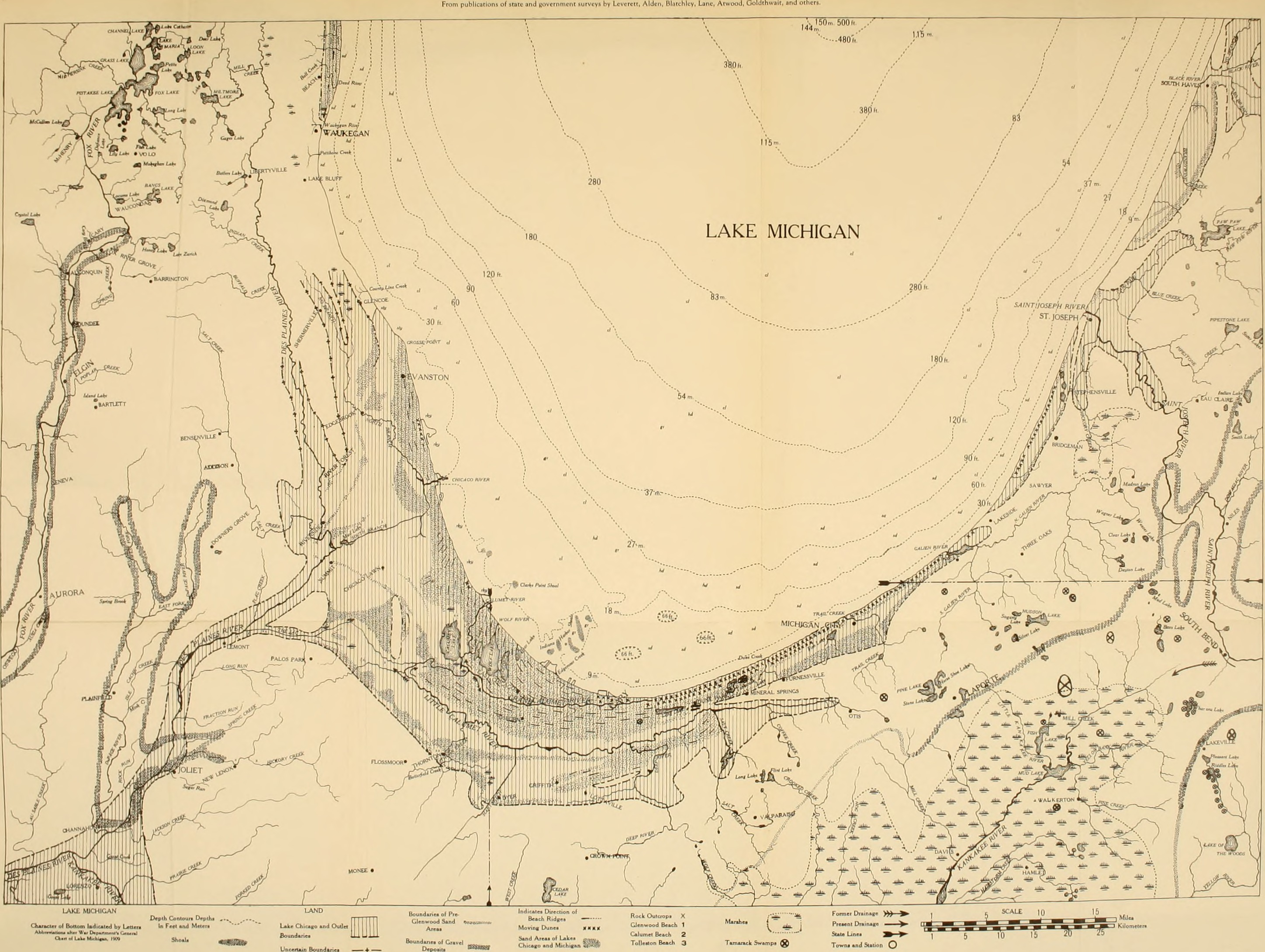
Bản đồ phân bố các quần xã động vật ở Mỹ ôn đới, do Shelford thiết lập trong một cuốn sách của ông.

Phần lớn sự nghiệp của ông trải qua ở trường Đại học Illinois.
Luận án của ông đã đưa ông đến năm ấn phẩm về "Diễn thế sinh thái", xuất bản trong Tập san Sinh học năm 1911 và 1912. Ông đã đảm nhận một vị trí cho Đại học Illinois, nơi cuối cùng ông sẽ dành phần lớn sự nghiệp của mình, vào năm 1914 với tư cách là trợ lý và phó giáo sư về động vật học.
Ông là chủ tịch đầu tiên của Hiệp hội sinh thái Hoa Kỳ (ESA) vào năm 1916. Ông đã giúp biên soạn "Hướng dẫn nhà tự nhiên học về châu Mỹ", xuất bản năm 1926 cho ESA.
Năm 1933, Shelord bắt đầu nghiên cứu tại Đại học Illinois về mối tương quan giữa thay đổi quần thể  động vật với thay đổi ở môi trường. Ông đã thực hiện nhiều báo cáo về những thay đổi theo chu kỳ trong quần thể động vật. Cộng tác với Frederic E. Clements năm 1939, ông đã xuất bản "Sinh thái sinh học", trong đó ông đã phát triển khái niệm về quần xã cho thảm thực vật, với các quần thể động vật, đặc trưng cho một khu vực địa lý rộng lớn.
Công trình lớn nhất của ông về sinh thái học là cuốn sách: "Quần xã động vật ở châu Mỹ nhiệt đới" (Animal Communities in Temperate America) và "Sinh thái học Nam Mỹ" (The Ecology of North America (1963) đã tóm tắt các quần xã sinh vật chính, bao gồm rừng lá kim, rừng rụng lá, đồng cỏ và sa mạc. Shelord đặc biệt có ảnh hưởng trong việc thiết lập việc sử dụng các phương pháp thí nghiệm trong nghiên cứu sinh thái động vật.